# كيني وارد
كيني وارد (بالإنجليزية: Kenny Ward)‏ (16 أغسطس 1963 في المملكة المتحدة - ) هو لاعب كرة قدم بريطاني في مركز جناح ‏. لعب مع نادي فالكيرك وهاميلتون أكاديميكال ونادي كلايدبانك ‏.

## وصلات خارجية
- كيني وارد على موقع Soccerbase.com (لاعب) (الإنجليزية)